# Amegilla vigilans
Amegilla vigilans es una especie de abeja excavadora perteneciente al género Amegilla, categorizada en la tribu Anthophorini, de la subfamilia Apinae.
Fue descrita científicamente por Smith en 1861. Aparece registrada y publicada en una sección de Descriptions of New Species of Hymenopterous Insects Collected by Mr. A. R. Wallace at Celebes. Journal of the Proceedings of the Linnean Society, Vol. 5 de 1861.

## Distribución
La especie se distribuye por Asia, en Indonesia.